# 白色恐怖政治受難者紀念碑

白色恐怖政治受難者紀念碑位於台北市介壽公園西北側（凱達格蘭大道與懷寧街口），為戒嚴時期不當叛亂暨匪諜審判案件補償基金會所興建，並於2008年3月27日竣工揭碑，設立之目的係為紀念與追思白色恐怖時期政治受難者並撫慰家屬心靈。是首座亦是唯一由中央政府設立、豎立於國家級的紀念場所，並以「白色恐怖」之名設置的紀念碑。

## 歷史
2003年3月25日，第五屆立法委員林育生、蘇治芬於第三會期聯合質詢時，提議政府應為白色恐怖時期受難者設立紀念碑，時任行政院長的游錫堃表示，將請兼任戒嚴時期不當叛亂暨匪諜審判案件補償基金會(簡稱補償基金會)董事長的行政院政務委員蔡清彥組成小組進行研究。:185-186
4月19日，補償基金會董監事會議決定組成建碑專案小組，研究籌建事宜，並由包宗和擔任召集人。經研究後，建議可比照二二八紀念碑的興建模式，邀集政府代表、受難者代表、專家學者、社會公正人士等人，建立建碑委員會。造型盡量以簡單化且具意義性的型態呈現，並具有感動、和諧、警惕、教育的意涵。碑文力求簡潔與柔性，並具普遍人權的意義，且無須篆刻受難者姓名。地點則可從總統府廣場右側的介壽公園或大安森林公園中擇一。相關初步意見經7月19日的董監事會議通過，成為往後紀念碑籌建的指導原則，並經呈報行政院核可後，轉交內政部研議。經內政部社會司邀集相關部會及團體，召開「戒嚴時期不當叛亂暨匪諜審判案件受難者設立紀念碑事宜」研商會議，會議通過建請行政院基於化解仇恨、撫平傷痛、記取歷史教訓之情懷，並對受難者表達慎重哀悼之意，有必要政策考量設立受難者紀念碑。行政院於2004年2月11日同意設立紀念碑，並由內政部擔任主管機關提供經費，及籌組建碑推動委員會相關事宜。
5月，內政部社會司將相關業務移至內政部營建署，由其籌組「戒嚴時期政治受難者紀念碑」建碑推動委員會成員。11月4日，營建署將委員會的13名委員名單，陳報行政院核備。該委員會由內政部長擔任召集人，成員除內政部政務次長、國防部代表、工程會代表、台北市政府代表等4名政府代表外，還包含受難者代表(楊青矗、林至潔、張茂雄)、專家學者(邱榮舉、許雪姬、張炎憲)、社會公正人士(賴建男、蘇友辰)。建碑委員會於2005年5月24日正式成立，並於10月3日的會議中，決議將碑名更改為「白色恐怖政治受難者紀念碑」，內政部亦於2006年4月報請行政院同意更改碑名。5月29日臺北市政府同意提供介壽公園西北側（凱格蘭大道與懷寧街口）土地，作為建碑地點。該委員會則於2007年9月14日決議，將委員會名稱改為「白色恐怖政治受難者紀念碑委員會」，並經內政部報請行政院同意。:60-61

## 碑文
紀念碑的碑文有中、英文兩款，中文碑文係由建碑委員會決定，計有316字，英文碑文則由長期致力於台灣人權及民主化運動與政治犯救援工作的梅心怡（Lynn Alan Miles）執筆，並由書法家薛平南書寫碑名，碑文則出自書法家杜忠誥之手。:63

### 碑文
臺灣實施戒嚴期間（一九四九年五月二十日—一九八七年七月十四日）及其前後，有許多仁人志士遭受逮捕、羈押或槍殺，時間長達四十多年。此種慘痛事實形成恐怖氣氛，籠罩整個社會，成為臺灣人民揮之不去的夢魘，影響社會發展至深且巨，史稱「白色恐怖」。
昔日威權體制下，統治者高高在上，迫害人權，剝奪自由，造成無數生命的隕落、家庭的破碎和種種不公不義，舉國上下遂長期處於不安與恐懼之中。一九九零年代之後，在國人流血流汗，持續努力下，臺灣走出威權統治，逐漸形成自由民主的社會。
保障人權，追求社會公平正義，是民主國家所服膺的普世價值。我們不僅要追求歷史真相，追究責任，更應記取教訓，使執政者不再重蹈覆轍。因此建立紀念碑，祈願臺灣從此成為民主、自由、人權和正義的國家。
白色恐怖政治受難者紀念碑委員會 謹立
2008年4月7日:63